# Phacellodomus rufifrons
A Phacellodomus rufifrons a madarak (Aves) osztályának verébalakúak (Passeriformes) rendjébe és a fazekasmadár-félék (Furnariidae) családjába tartozó faj.

## Rendszerezése
A fajt Maximilian zu Wied-Neuwied német herceg, felfedező és természettudós írta le 1821-ben, az Anabates nembe Anabates rufifrons néven.

## Alfajai
- Phacellodomus rufifrons castilloi W. H. Phelps & Aveledo, 1987
- Phacellodomus rufifrons inornatus[2] Ridgway, 1887 vagy Phacellodomus inornatus[1]
- Phacellodomus rufifrons peruvianus Hellmayr, 1925
- Phacellodomus rufifrons rufifrons (Wied-Neuwied, 1821)
- Phacellodomus rufifrons sincipitalis Cabanis, 1883
- Phacellodomus rufifrons specularis Hellmayr, 1925[2]

## Előfordulása
Dél-Amerikában, Argentína, Bolívia, Brazília, Ecuador, Paraguay és Peru területén honos. Természetes élőhelyei a szubtrópusi és trópusi síkvidéki esőerdők, száraz erdők, szavannák és cserjések, valamint másodlagos erdők. Állandó, nem vonuló faj.

## Megjelenése
Testhossza 17 centiméter, testtömege 18-31 gramm.

## Szaporodása
|  |

## Természetvédelmi helyzete
Az elterjedési területe rendkívül nagy, egyedszáma pedig stabil. A Természetvédelmi Világszövetség Vörös listáján nem fenyegetett fajként szerepel.